# حسین‌آباد (بیهق)

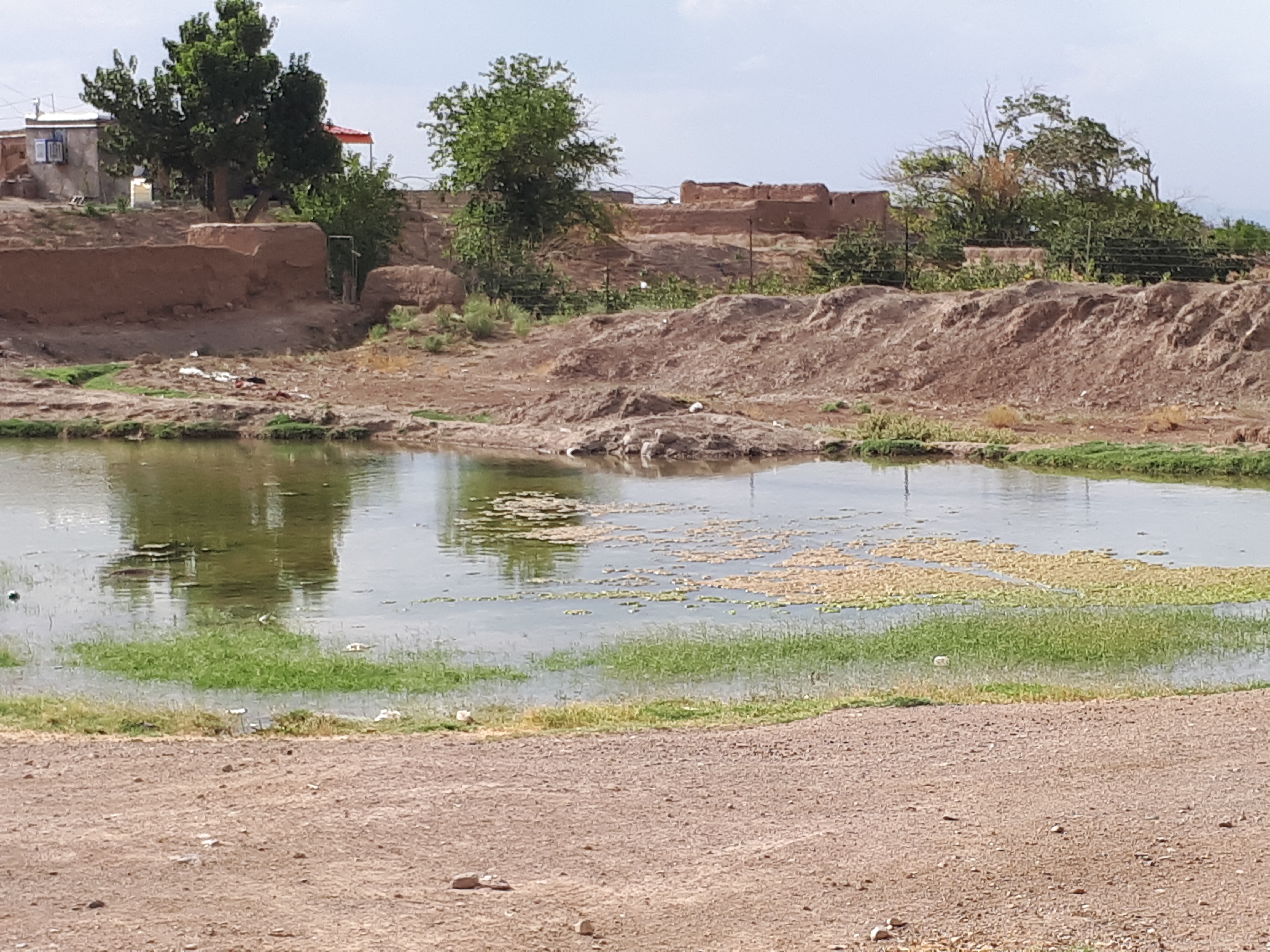
استخر روستای حسین آباد- شهریور ۱۳۹۶

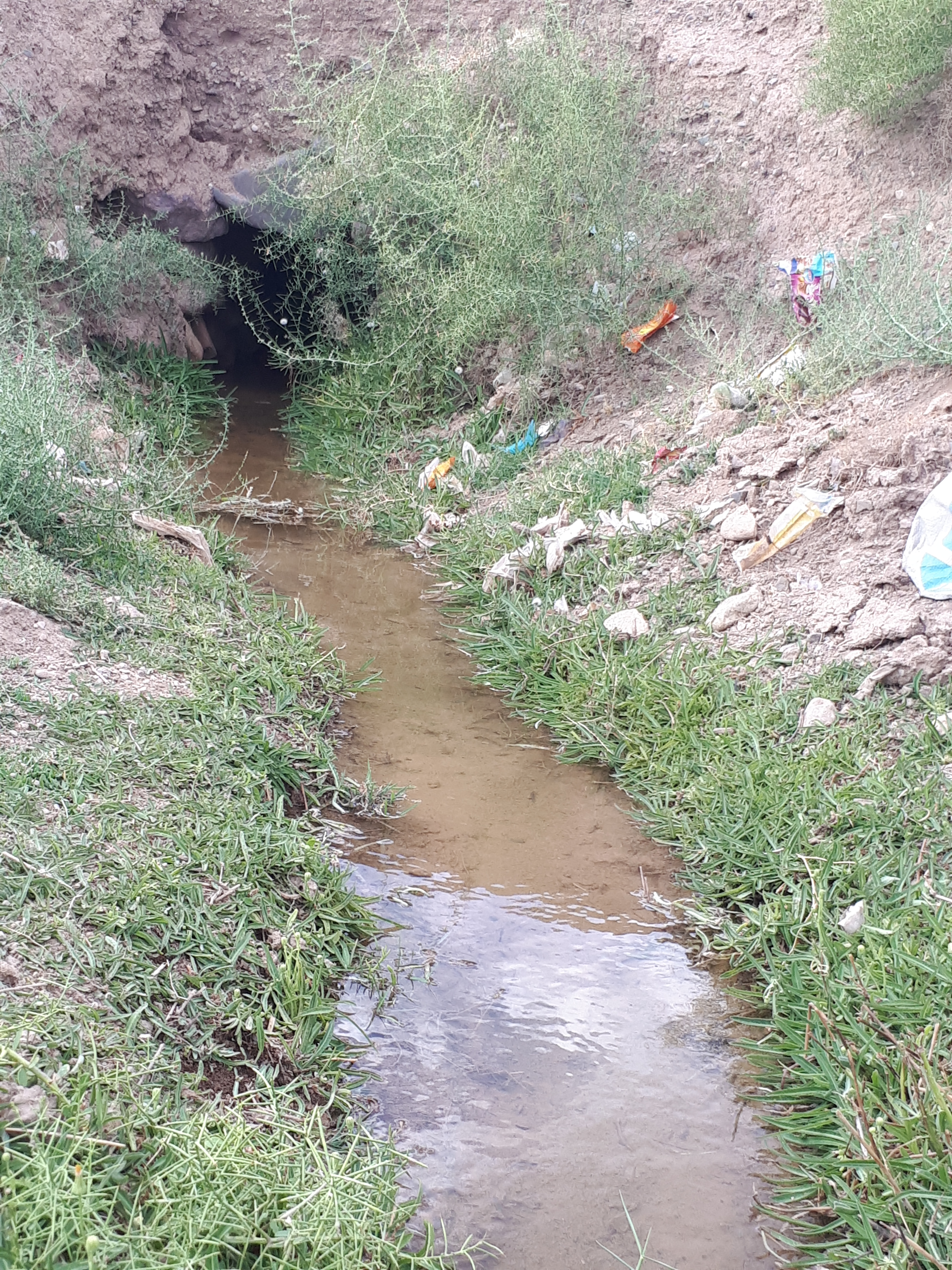
قنات روستای حسین آباد- شهریور ۱۳۹۶

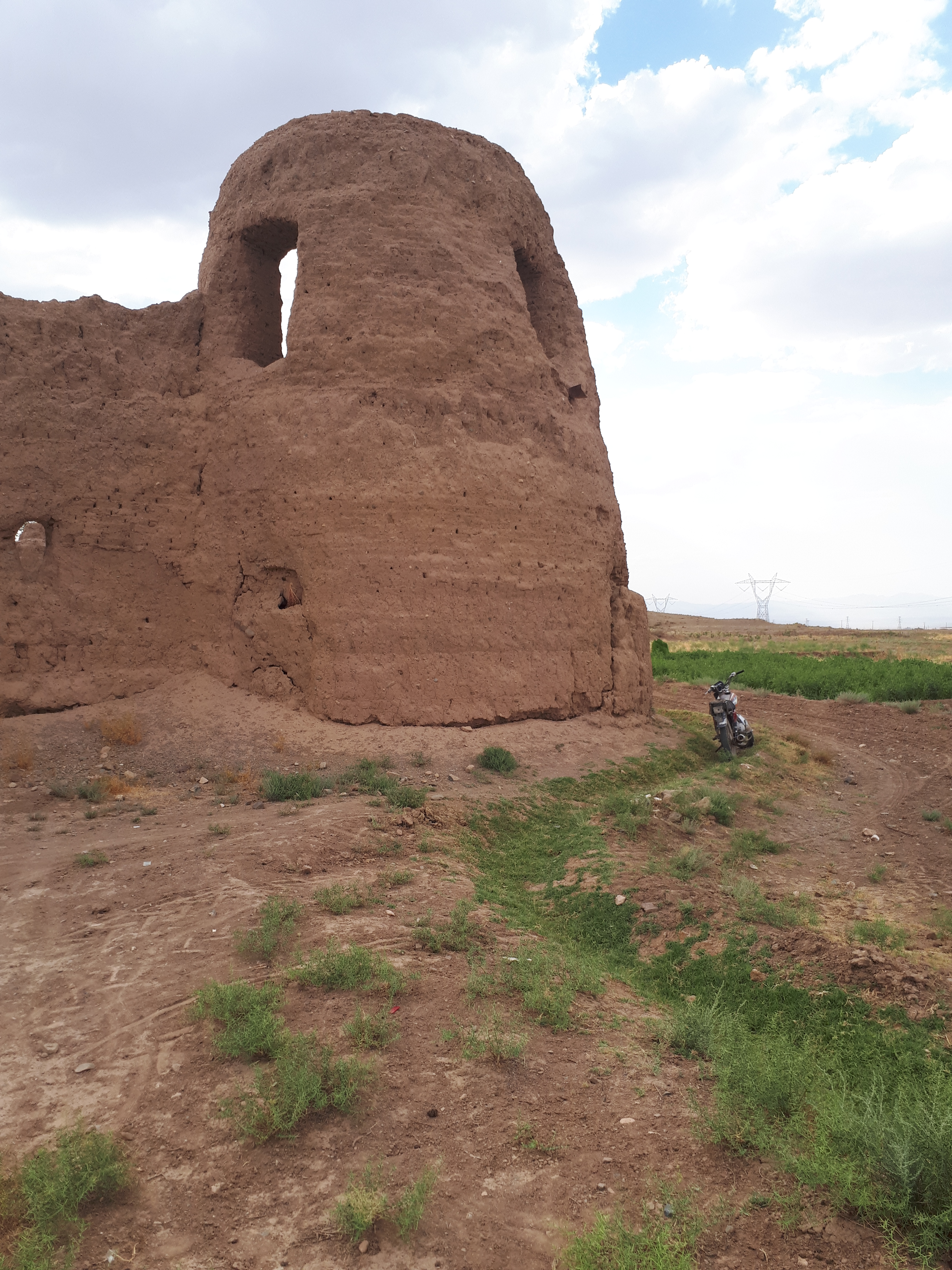
برج تاریخی روستای حسین آباد- شهریور ۱۳۹۶

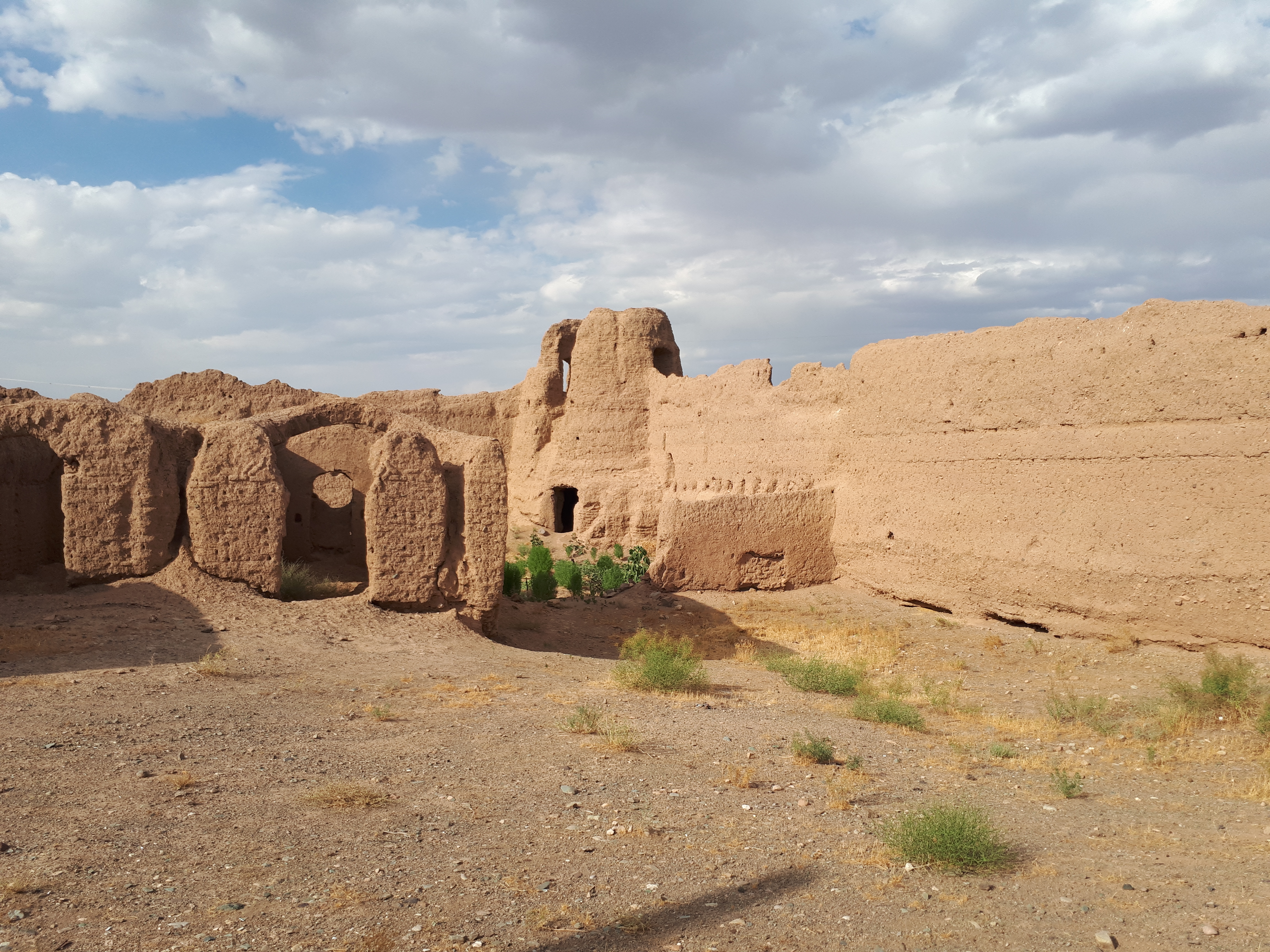
ارگ قدیمی روستای حسین آباد- شهریور ۱۳۹۶

حسین‌آباد، روستایی است از توابع بخش مرکزی شهرستان ششتمد استان خراسان رضوی ایران.

## جمعیت
این روستا در دهستان بیهق قرار داشته و بر اساس سرشماری سال ۱۳۸۵ جمعیت آن ۳۷ نفر (۱۱ خانوار) بوده‌است.

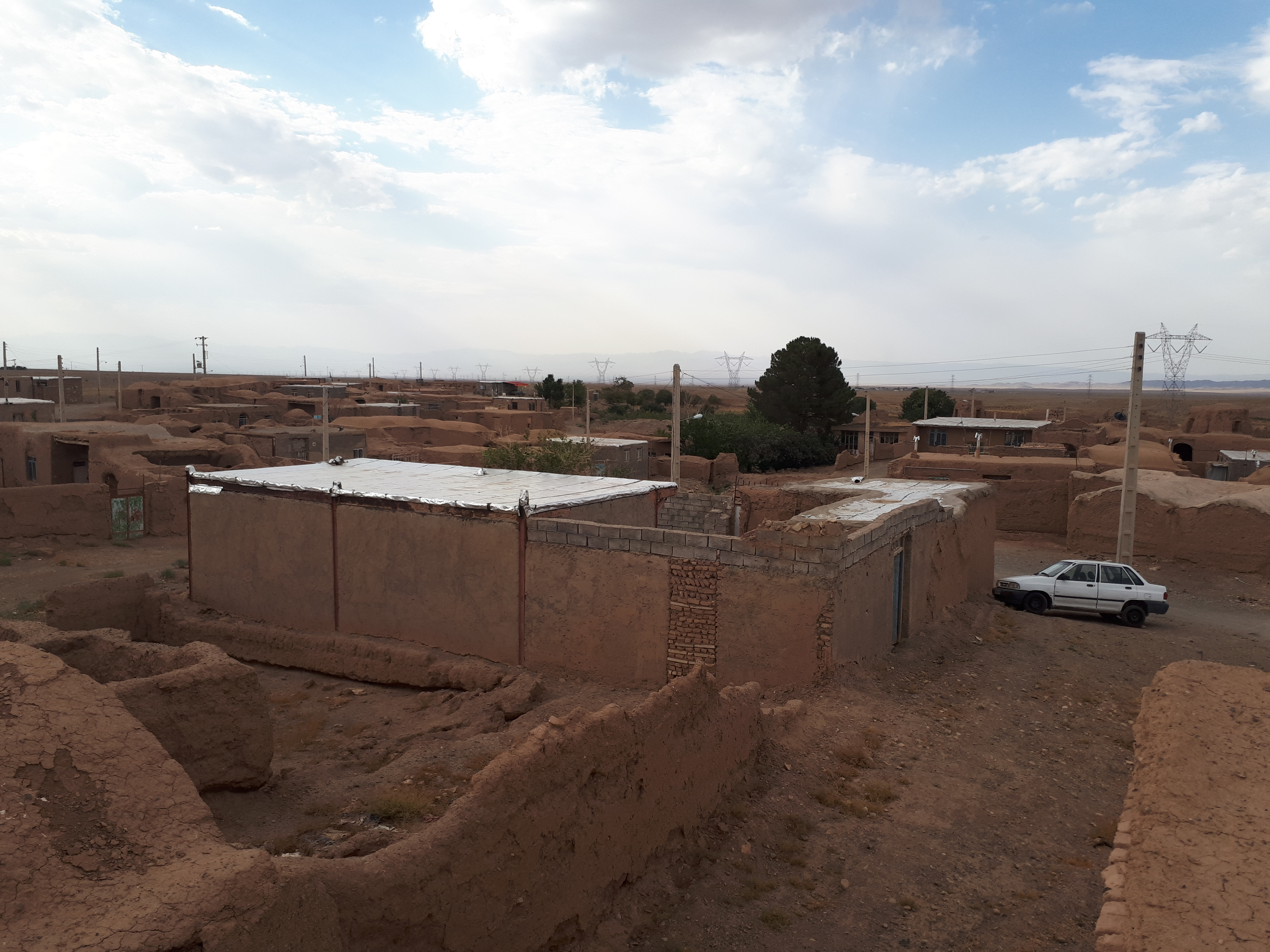
چشم انداز هوایی حسین آباد- شهریور ۱۳۹۶